# 帕斯卡尔·多诺霍
帕斯卡尔·多诺霍（1974年9月19日—），爱尔兰统一党政治家。
2020年7月，多诺霍任欧元集团主席，2025年1月，多诺霍任爱尔兰财政部长。